# レオン・ド・ロニー
レオン＝ルイ＝ルシアン・プルネル・ド・ロニー（Léon-Louis-Lucien Prunel de Rosny、1837年4月5日 - 1914年8月28日）は、フランスの民俗学者、言語学者、中国学者・日本学者。

## 経歴
1837年4月5日、ノール県ロース（Loos） に生まれる。父・祖父共に有名な学者であった。当初植物学者を志したが、やがてコレージュ・ド・フランスで中国語の研究に没頭する。さらに、独力で日本語の研究を開始した。1854年、17歳のときに、日本に関する最初の著作である「日本語研究に必要な主要な知識の概要」を発表した。このとき、ロニーの指導でフランス王立印刷所で日本語の連綿体活字が作られた。
1862年に文久遣欧使節がフランスを訪問した際にはその通訳を務めただけでなく、一行がフランスを出国した後も同行した。この間、福澤諭吉や福地桜痴と親交を重ねた。しかし、1864年に横浜鎖港談判使節団が訪仏した際には、政府から日本人との接触を禁じられた。使節団の正使であった池田長発は、江戸幕府がロニーを雇用することを提案しているが、これは実現しなかった。
1863年、フランス国立東洋語学校で、日本語を教え始めた。東洋語学校に独立した日本語の講座が設立されたのは1868年のことであるが、55歳のレオン・パジェスを退け、20歳も若い31歳のロニーがその初代教授となった。
1867年のパリ万国博覧会では科学委員となった。1867年から翌年にかけて、幕府の特使として栗本鋤雲がパリに滞在していたが、この間にロニーと深い接触があった。
1873年に第一回の「国際オリエント学会議」（Congrès International des Orientalistes）が開催され、ロニーはその議長を務めた。第一回の会議の目的は、日本語のアルファベットへの転写方法の研究、科学の発展及び現状に関する日本と西洋との比較、日本と西洋間の科学協力の開始であった。この会議は、それまで外交・通商関係しかなかった日仏両国間に学術上の交流をもたらすきっかけになったと考えられている。なお、この会議はその後も2、3年おきに開催されていたが、創立100周年にあたる1973年の第29回大会において「国際アジア・北アフリカ人文科学会議」（International Congress of Human Sciences in Asia and North Africa）と改称されている。
1878年と1885年、中国学の功績によってフランス文学院よりスタニスラス・ジュリアン賞を受賞。
1886年、高等研究実習院における第5部門（宗教学部門）の新設に際して、極東宗教講座の准教授に任命され、以降は東洋の宗教や仏教の講義を主に行なった。
ロニーの評価をめぐっては語学力に疑問があり、人物的にも多くの研究者と喧嘩をして晩年は大変淋しいものであった。
1914年8月28日、死亡。フランスにおける日本研究の第一人者であったが、生涯一度も日本を訪れることはなかった。

## マヤ文書に対する貢献
ロニーは1859年にフランス国立図書館でマヤ文字で書かれた書物を発見した（パリ・コデックス）。それまでマヤ文字の書物はドレスデン・コデックス以外知られていなかった。1883年にはさらに別の書物（マドリード・コデックスの一部）を発見している。
1876年に『中央アメリカ神官文字の解読に関する論考』(Essai sur le déchiffrement de l'écriture hiératique de l'Amérique centrale)を発表し、方角を表すマヤ文字を指摘した。また、月日を表す文字が音を表す要素を含んでいることをはじめて指摘した。これらの指摘は正しかったが、証拠から得られる範囲を越えて憶測で解読を行ったために批判の対象になった。